# وادي المدينة
وادي المدينة هو نهر يمر عبر مدينة مالقة في إسبانيا. للنهر أثر كبير مهم في تاريخ المدينة حيث إنه قسمها إلى نصفين. يقع المركز التاريخي للمدينة على الضفة اليسرى.

## مسار النهر
ينبع نهر وادي المدينة أو غوادالميدينا من قمة لا كروز، في سلسلة جبال سييرا دي كامارولوس، ويبلغ طوله 47 كيلومترًا (29 ميلًا). يصب في البحر الأبيض المتوسط في وسط مدينة مالقة، ويتدفق عبر منتزه مونتيس دي مالقة الطبيعي.
يخضع هذا النهر لتقلبات موسمية كبيرة، وله خمسة روافد محددة بوضوح، تنبع من سلسلة جبال مونتيس دي مالقة، وهي: أرويو دي لاس فاكاس، وأرويو تشابيراس، وأرويو هوماينا، وأرويو هوندو، وأرويو دي لوس فرايليس. جميع هذه الأنهار جافة معظم أيام السنة. ويوفر سد ليمونيرو على النهر المياه للمنطقة.